# Schrocken
Schrocken är en bergstopp i Österrike.   Den ligger i distriktet Kirchdorf och förbundslandet Oberösterreich, i den centrala delen av landet, 180 km väster om huvudstaden Wien. Toppen på Schrocken är 2 281 meter över havet. Schrocken ingår i Totes Gebirge.
Terrängen runt Schrocken är huvudsakligen bergig, men åt sydväst är den kuperad. Närmaste större samhälle är Liezen, 10,0 km söder om Schrocken. 
I omgivningarna runt Schrocken växer i huvudsak blandskog. Runt Schrocken är det ganska glesbefolkat, med 25 invånare per kvadratkilometer.